# 塞普·斯托拉卡
塞普·斯托拉卡（德語：Josef "Sepp" Straka；1993年5月1日—）是奧地利的一位職業高爾夫球選手，現在參加PGA巡迴賽的賽事。塞普出生在維也納，迄今已獲得兩個PGA巡迴賽的冠軍。

## 外部連結
- 塞普·斯托拉卡在PGA巡迴賽的官方網站
- 塞普·斯托拉卡在歐洲巡迴賽官方網站
- 塞普·斯托拉卡在男子高爾夫世界排名的官方網站